# Герб Оранжевого Свободного Государства
Герб Оранжевого Свободного Государства был официальным геральдическим символом Оранжевого Свободного Государства как республики с 1857 по 1902 год, а затем, с 1937 по 1994 год, как провинции Южно-Африканской Республики. Сейчас он устарел.

## История
Оранжевое Свободное Государство было основано как республика в 1854 году. Ему нужны были официальные символы, и его первый государственный президент, Йосиас Гофман, решил, что они должны быть профессионально разработаны в Нидерландах. По его просьбе король Нидерландов Виллем III получил флаг и герб, разработанные Хоге Раадом ван Аделем в 1855 году, и отправил их в Южную Африку. Поскольку Оранжевое Свободное Государство было названо в честь Оранжевой реки, которая, в свою очередь, была названа в честь голландской королевской семьи, герб изображал волнистую оранжевую выемку (полосу), представляющую реку, и три охотничьих рожка, которые являются символом Оранской династии.
К тому времени, когда проекты достигли Блумфонтейна, в январе 1856 года, Гофман ушёл в отставку и его сменил Якобус Бошофф. Очевидно, не подозревая о том, что государственные символы разрабатываются в Нидерландах, Босхоф имел большую печать, разработанную и изготовленную Фольксраадом (законодательным органом). Печать изображала дерево свободы, овец, льва и повозку с волами. Когда 28 февраля 1856 года Босхоф поместил флаг и герб перед Фольксраадом, законодатели решили, что

Дизайн флага, присланный королём Нидерландов, должен быть принят, и к гербу, присланному выше, должен быть добавлен уже существующий герб с Большой государственной печати, с пропуском оранжевой полосы.

Герб в том виде, в каком он был принят на самом деле, представлял собой изображение Большой печати между тремя охотничьими рожками. Этот гибридный дизайн был официально представлен в третью годовщину республики, 23 февраля 1857 года, и использовался до тех пор, пока республика не прекратила своё существование 31 мая 1902 года.
Будучи Колонией Оранжевой реки (1902-1910), эта территория имела другой герб, дарованный королём Великобритании Эдуардом VII.
Когда в 1910 году Колония стала провинцией Южно-Африканского Союза, администрация провинции приняла герб Колонии Оранжевой реки, который она использовала до 1925 года. В 1937 году, после двенадцатилетнего периода без официального герба, администрация провинции приняла старый республиканский герб, и он использовался в качестве герба провинции до тех пор, пока Оранжевое Свободное Государство не было восстановлено в качестве провинции Фри-Стейт в 1994 году.

## Описание герба
Герб был зарегистрирован в Геральдической палате Великобритании в июле 1955 года и зарегистрирован в Бюро геральдики в октябре 1967 года. Официальный герб — это:

На Серебряном щите, между тремя охотничьими рожками лазурными, украшенными и с завязками красными, изображена печать Оранжевой Республики Свободного Государства, принятая в 1856 году, а именно: на белом кругляшке, главным образом дерево на острове, между находящимися на левой стороне тремя овцами и находящемся на правой стороне природным львом, поддерживающим дерево своей левой лапой, в основании повозка на острове, всё верно; на ленте задрапированной девиз GEDULD EN MOED, над деревом слово VRYHEID и под повозкой слово IMMIGRATIE; за щитом, на двух древках с шариковыми и копьевыми наконечниками золотыми два флага одной и той же Республики, задрапированные с обеих сторон, каждый с семью полосками, видными в поле зрения, попеременно белыми и оранжевыми, и кантон из трёх полос, красной, белой и синей. 